# Stranice (Czarnogóra)
Stranice (cyr. Странице) – wieś w Czarnogórze, w gminie Pljevlja. W 2003 roku liczyła pozostawała niezamieszkana.